# Вайе
Ва̀йе (на италиански: Vaie, до 1936 Vayes, Вайес, на окситански: Vajes; на пиемонтски: Vajes, Вайес, на френски: Vaye, Вей) е село и община в провинция Метрополен град Торино, регион Пиемонт, Северна Италия. Разположено е на 381 m надморска височина. Към 1 януари 2020 г. населението на общината е 1418 души, от които 85 са чужди граждани.